# Houe
Pour les articles ayant des titres homophones, voir Houx (homonymie), Ou et Où.

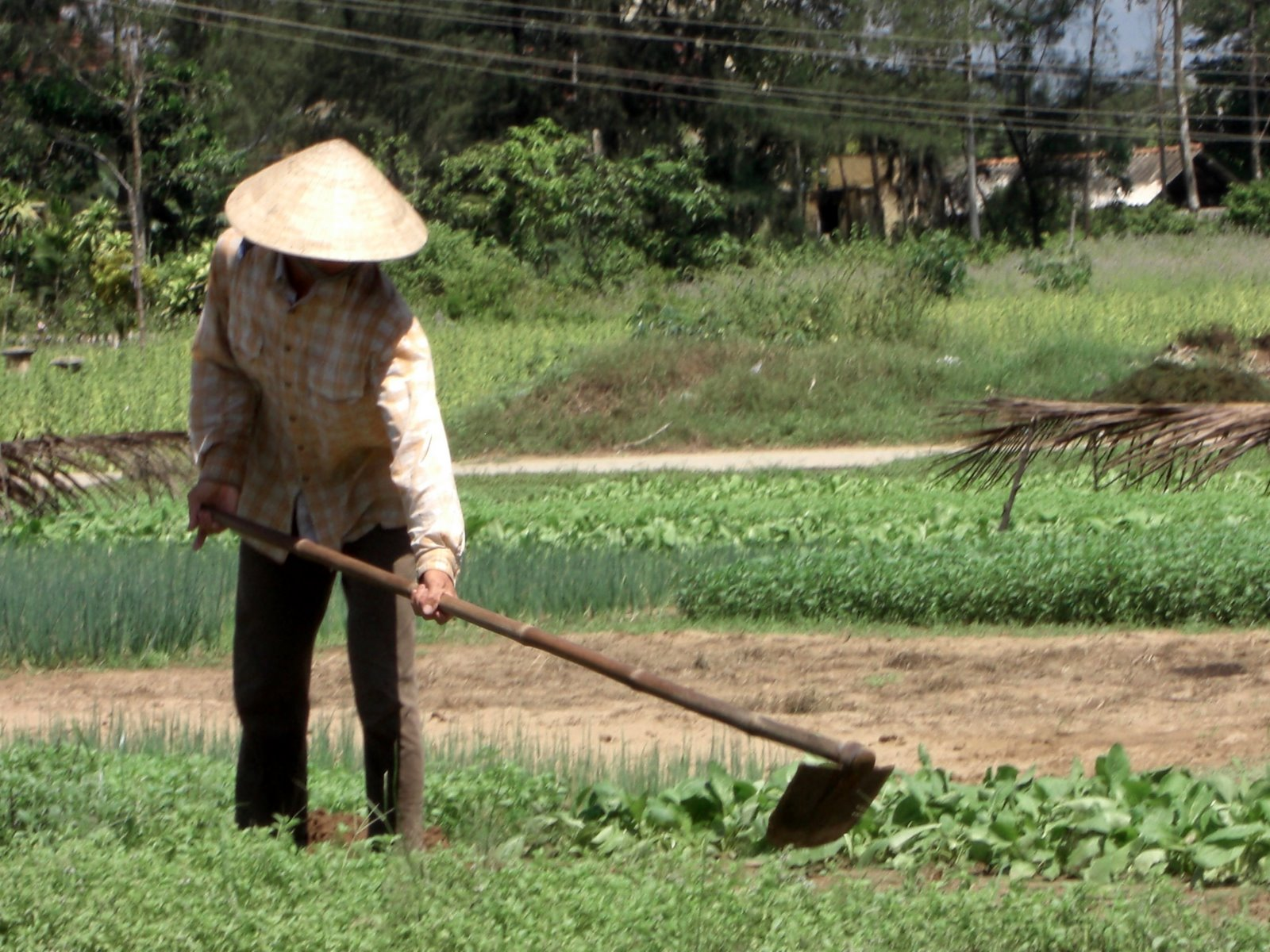
Une personne utilisant une houe pour cultiver des légumes au Viêt Nam.

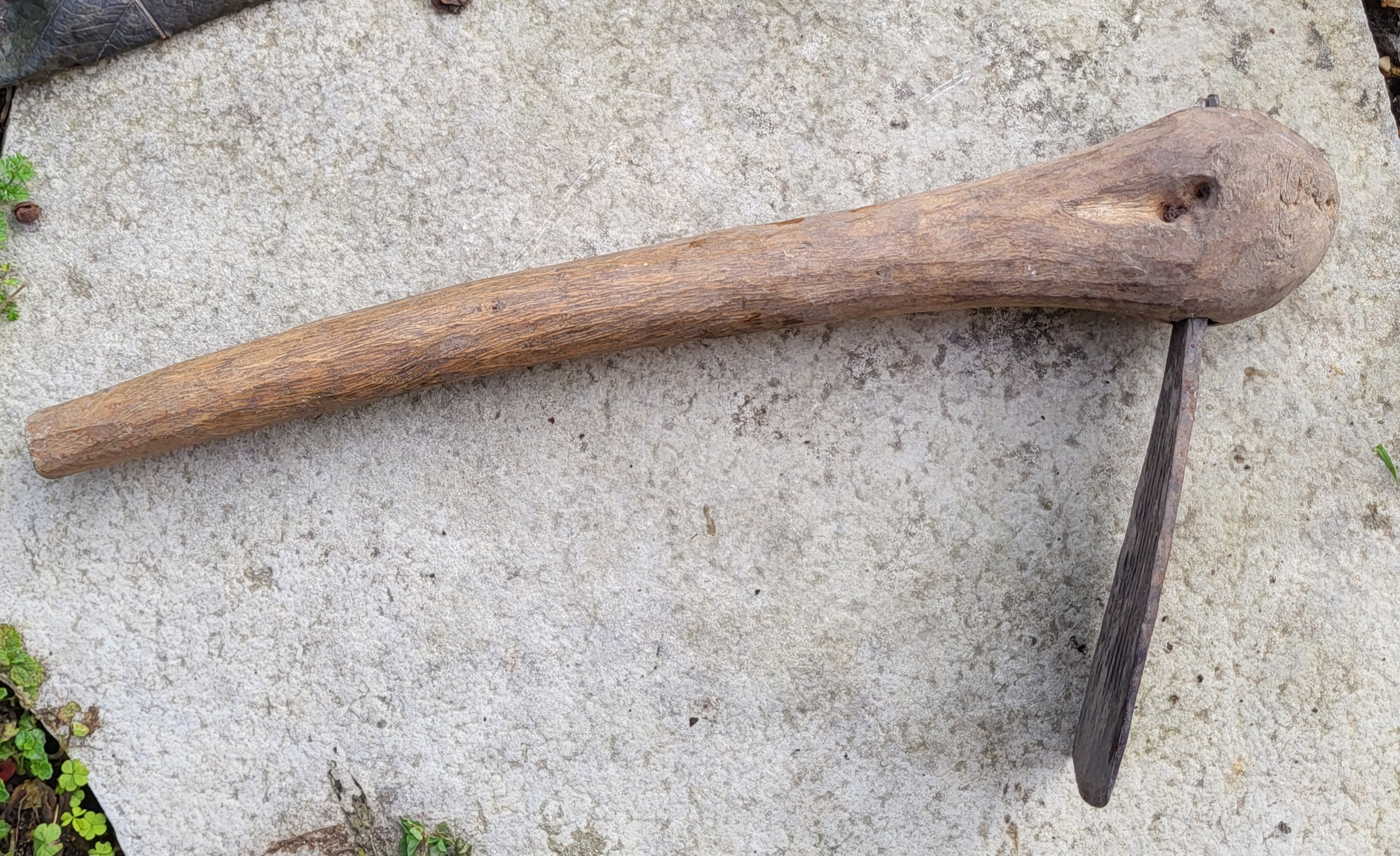
Petite houe artisanale démontable utilisée au Mali.

En agriculture et jardinage la houe (du vieux francique hauwa « pioche, binette », apparenté à l’indo-européen *heawan « couper ») est un instrument aratoire manuel dont l'extrémité est perpendiculaire au manche contrairement aux instruments aratoires de la famille de la bêche. Plusieurs outils largement utilisés, comme la serfouette ou la binette, dérivent de la houe. 
Le terme de houe est également parfois employé pour désigner des outils mécaniques de travail du sol, principalement la houe rotative (rotovator).

## Description

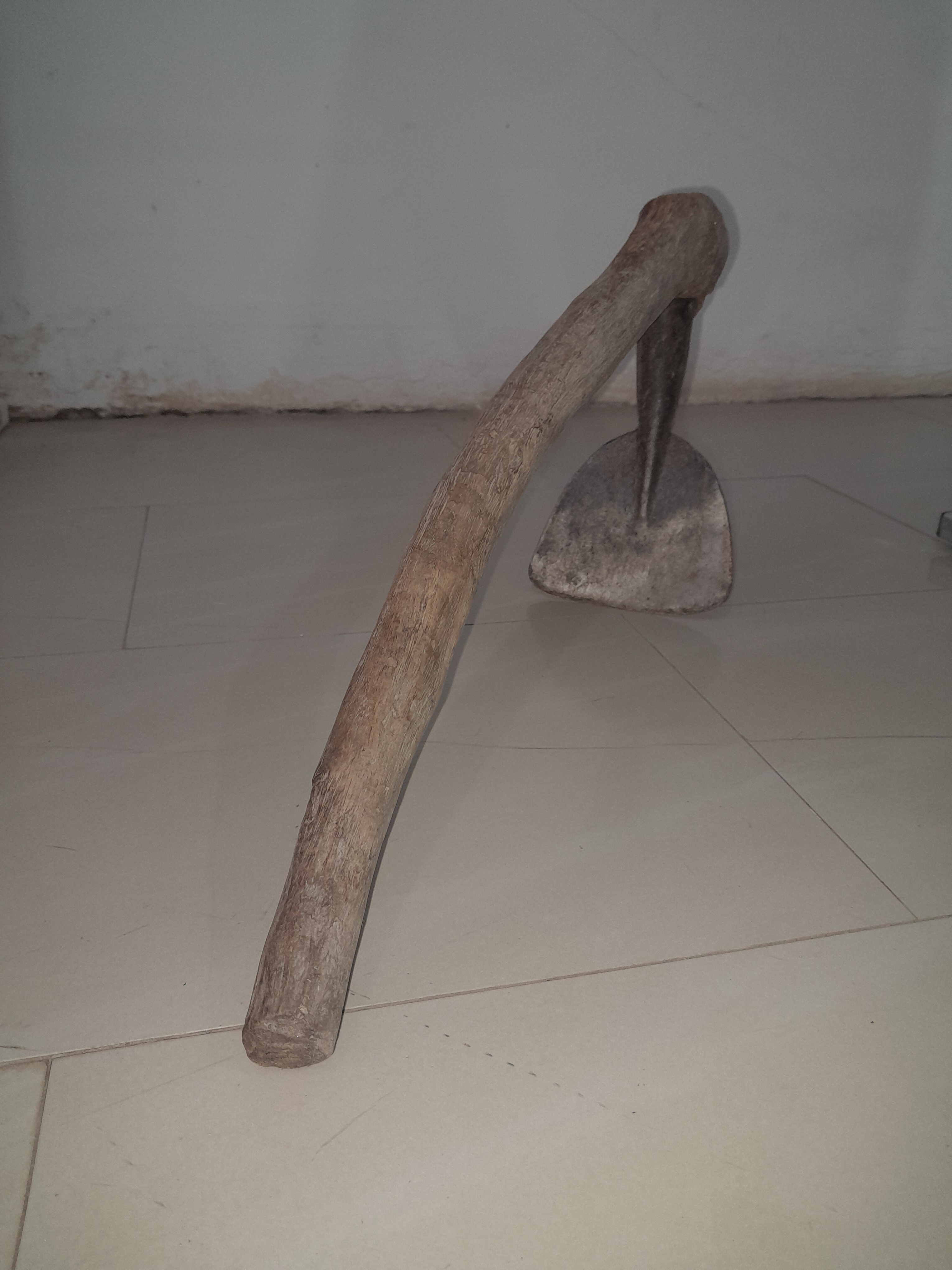
Houe

Une houe est un outil agricole, horticole et de jardinage utilisé pour le travail du sol superficiellement ou à moyenne profondeur. Elle est indispensable pour effectuer de nombreux travaux, notamment pour remuer et émietter la terre après bêchage, désherber, butter les pommes de terre, et creuser le sol pour les plantations.
De nos jours, la houe est constituée d'un manche en bois (souvent de frêne) de 1 m à 1,20 m ou plus, à l'extrémité duquel est fixé l'outil proprement dit. Celui-ci généralement d'une seule pièce forgée comprend la douille d'emmanchement et une partie tranchante appelée « fer » ou soc (une lame quadrangulaire plate et coupante assurant une percussion lancée) en acier au carbone forgé, oblique ou perpendiculaire au manche, ce qui la distingue de la bêche dont la lame se trouve dans le même plan et qui est enfoncée dans le sol par pression du pied (outil à percussion posée). La longueur du manche doit être adaptée à la taille de l'utilisateur afin d'éviter les fatigues articulaires du dos notamment lors d'utilisations prolongées. La bonne longueur se situe entre le sol et le coude replié dans la position debout. Contrairement aux besoins courants, le commerce généraliste ne propose que des longueurs de 1,20 m maximum. Les socs de houes les plus larges demandent davantage d'efforts mais leur rendement sera meilleur dans un terrain léger que dans les terres compactes.

La houe se rapproche plus de la pioche que de la binette qui ne travaille que superficiellement le sol. La pièce de travail, pièce métallique, est aplatie sous forme d'une lame qui peut être pleine ou à dents.

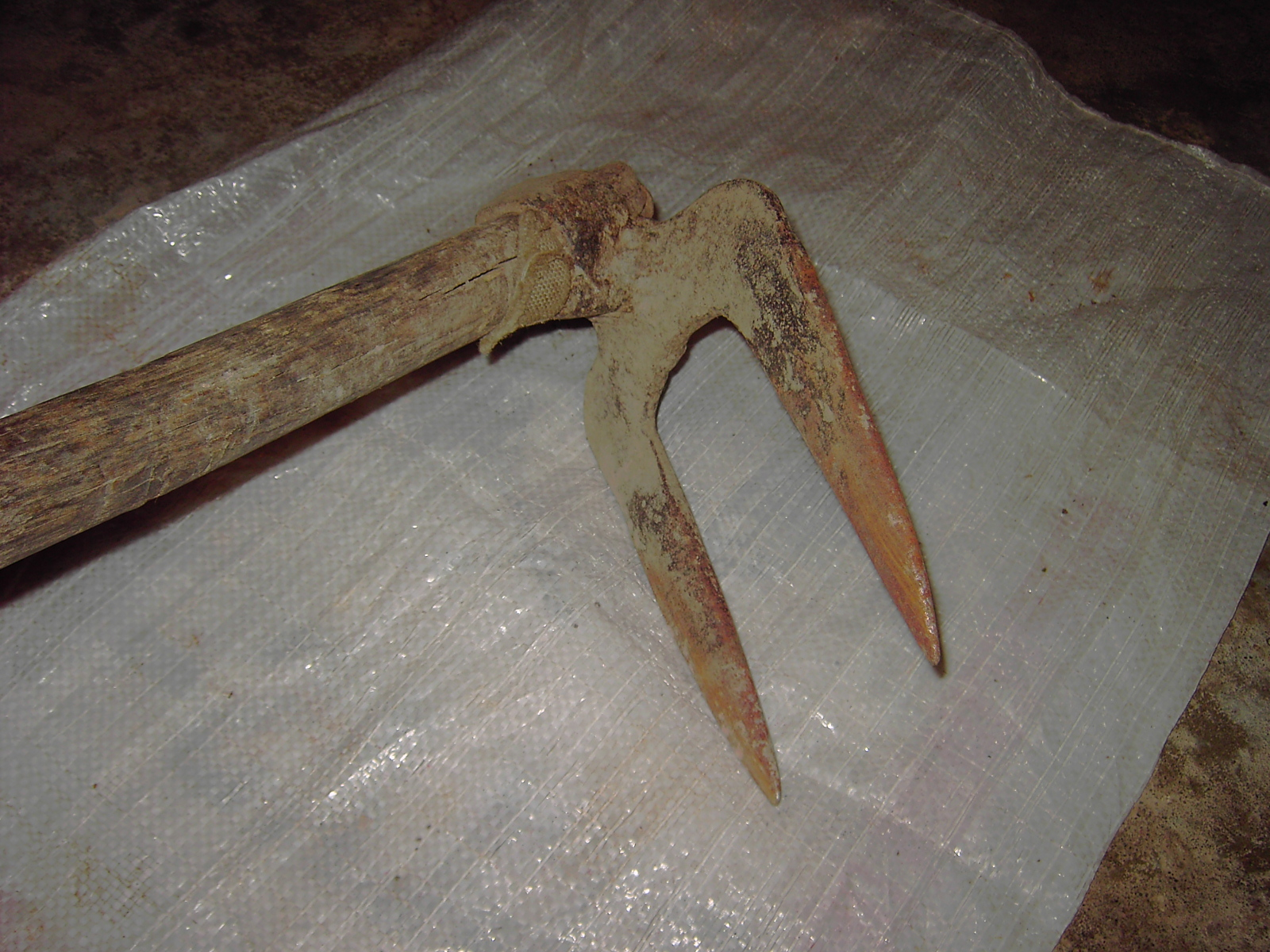
Houe à deux fourchons.

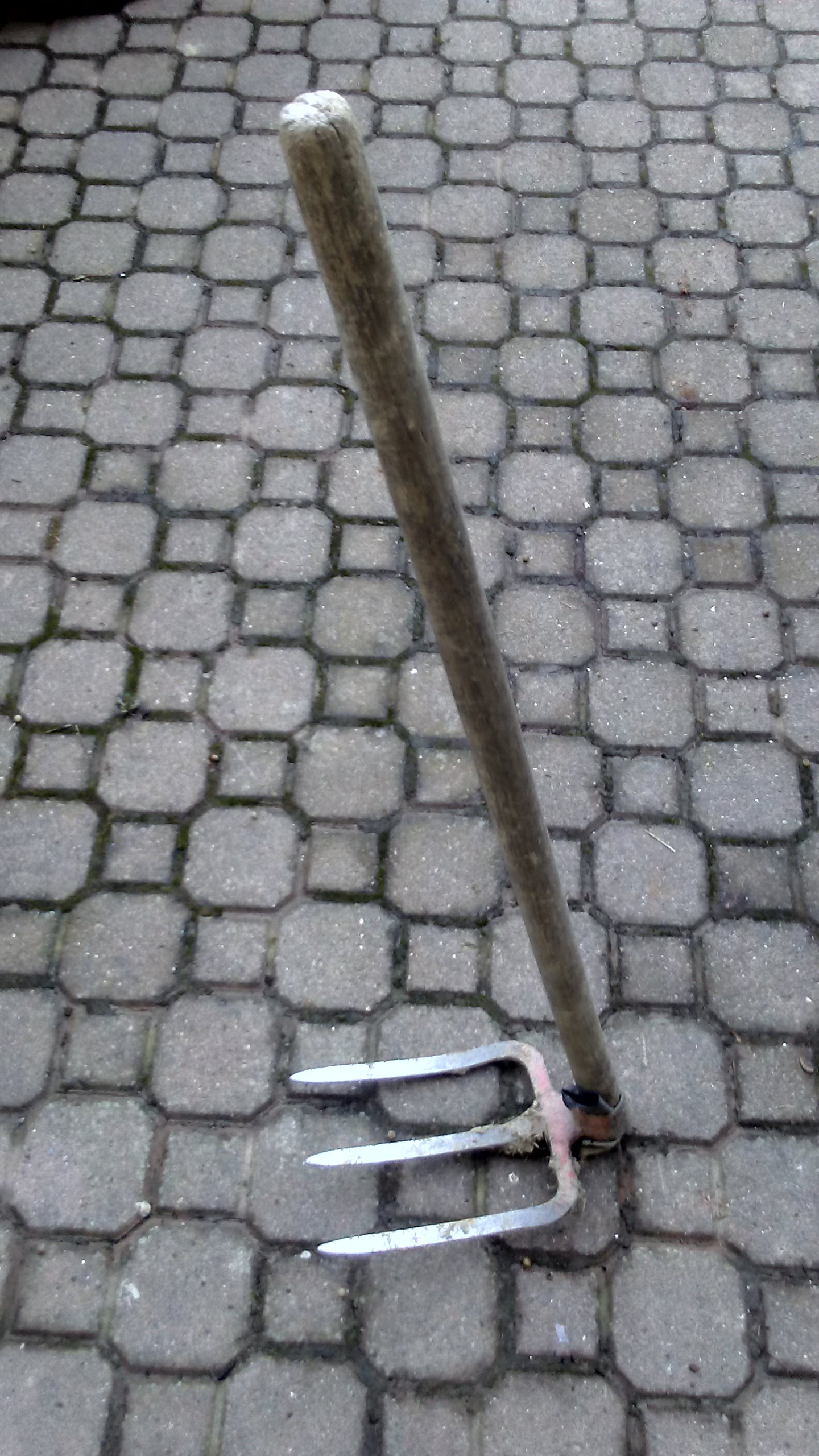
Houe à trois fourchons

En Afrique, la plupart des outils agricoles ne sont autres que des houes dont les fers et les manches ont des dimensions variables en fonction de l'utilisation qui en est faite (sarclage, binage, etc.)

## Mots du français régional ou des langues de France
La houe est un outil de base en agriculture et est déclinée en de nombreuses versions suivant le type de sol et le travail à réaliser. Le terme possêde de nombreux synonymes :
- lames pleines :

1. catalan : aixada ; magall, magalla et au Pays Valencien llegó, lligó, fes (plus étroite) ; bigòs o bigots (avec un fer de deuxs pointes)
2. occitan : aissada (eishada gasc.), marra, trenca/trinca ; bigòs (à deux dents), fossor (pointue)
  1. occitan gascon : marra (pour la culture des oignons et l’entretien des sols), pica ; hossè(i)r, hossèra, hoshina (~ pointue) ; trenca (ces différents noms variables selon les régions s'appliquent à des outils de formes diverses)
  2. occitan limousin : trancha
  3. occitan vivaro-alpin : magau, pic, bechard ; aissada, sapa, pichòla
3. Alpe du nord (francoprovençal) : moutardelle, fossoir ("les mains sur le manche du fossoir", Derborence, Charles Ferdinand Ramuz)
4. Bretagne : trañch, marr et strop en Basse-Bretagne, tranche, marret et boucard en Haute-Bretagne
5. Normandie : tille, pleumieu
6. France : hoyau, bêchoir, féchou, écobue, besoche, bêchard, essade, déchaussoir, sarcle ; Le nom « hoyau », d'origine germanique, est apparu en France vers 1312 et n'est plus utilisé qu'en littérature ou histoire des techniques

- lames crochues :

1. occitan
  1. occitan limousin : bigòt
  2. occitan provençal : bigòt ou bigòrna
  3. occitan quercynois : bigòs
2. Bourgogne : mègle

- une houette  est une petite houe en acier forgé à manche très court idéal pour sarcler des parterres de fleur[réf. nécessaire].
- le terme de houe lorraine est essentiellement commercial et désigne une houe ordinaire
- La houe à cheval désignait une petite bineuse à cheval équipée de fers de houe[2].

## Historique
La houe est un outil agricole dont l'usage est attesté depuis le néolithique. Lorsque le métal de la lame remplace le silex caréné des premières houes, les hommes pratiquent l'emmanchement dans une douille perforée à l'extrémité du soc, ce qui donne de grandes houes, qui constituent, avec les bêches, les deux principaux outils de « labour à bras » durant l'Antiquité, car à cette époque les araires, instruments aratoires attelés, ne réalisent pas un véritable labour (elles scarifient le sol sans le retourner). Ce labour manuel est long et pénible, son rendement est si faible qu'il ne peut s'étendre à la totalité des jachères et explique qu'il contribue à la crise de subsistance chronique des sociétés méditerranéennes et européennes de l'Antiquité. Cette crise « paraît inséparable du développement de la guerre, de la formation des cités-États militarisées, de la colonisation et de l'esclavage qui ont marqué ces sociétés jusqu'à la fin du Ier millénaire de l'ère chrétienne ».
Dès l'Antiquité les houes semblent avoir été réalisées en fer contrairement aux bêches qui au Moyen Âge en France était encore en bois simplement renforcé de fer sur la partie coupante.

Tout au long des siècles, elle apparaît sous différentes formes et s’adapte aux spécificités de chaque région. Sa forme première a peu évolué si ce n’est que dans l’utilisation de nouveaux matériaux dans sa fabrication. Objet essentiellement agraire à l’époque égyptienne, il prend toute son importance en France vers le milieu du XIXe siècle en adéquation avec le développement des jardins familiaux[réf. souhaitée].

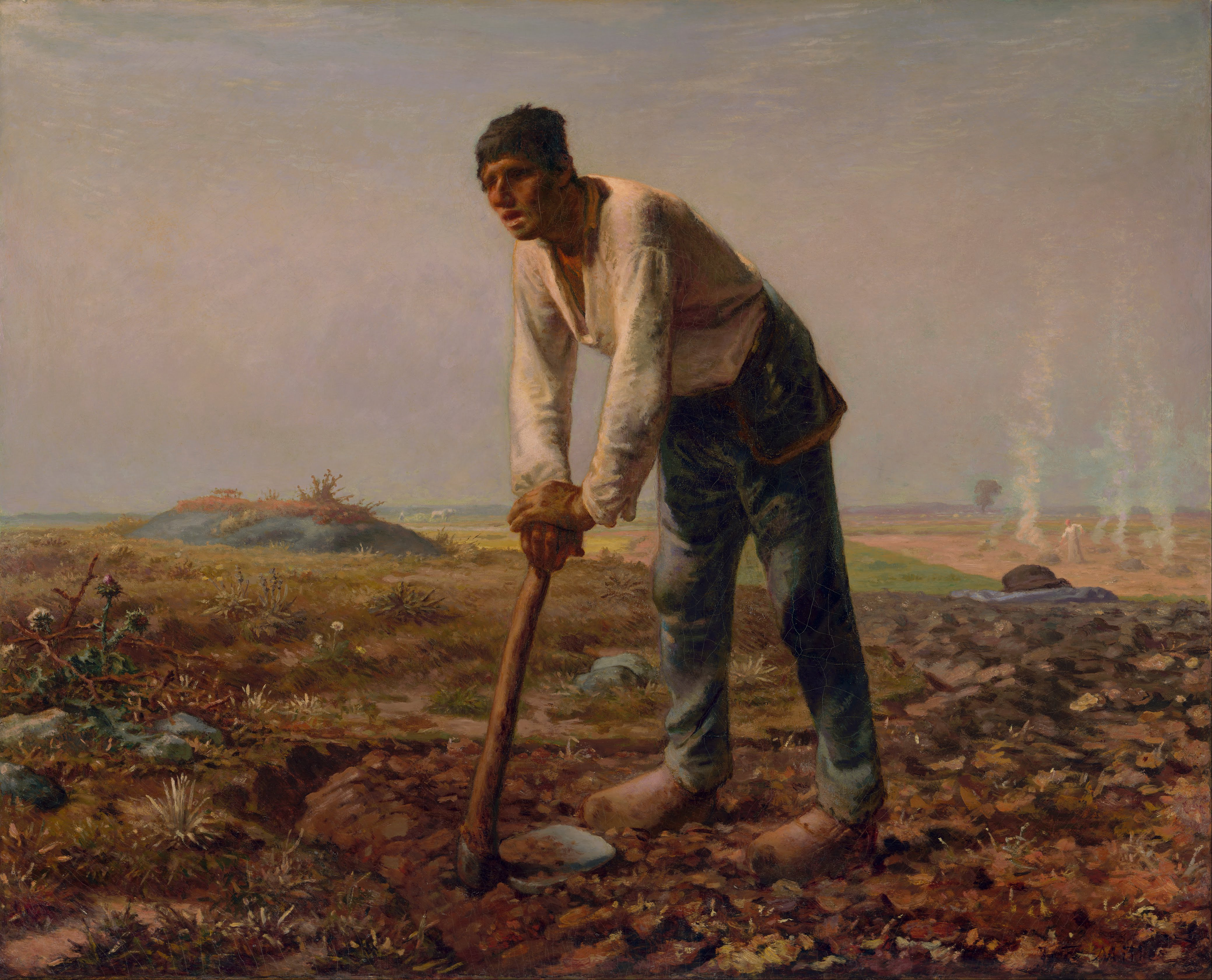
« Le paysan à la houe » de Millet.

## Hoyau dans la littérature
Le terme « hoyau » apparaît dans les versions modernes de la Bible :
« Et chaque homme en Israël descendait chez les Philistins pour aiguiser son soc, son hoyau, sa hache et sa bêche »
— Premier Livre de Samuel, chapitre 13, verset 20
« De leurs glaives ils forgeront des hoyaux et de leurs lances des serpes »
— Esaïe, chapitre 2, verset 4

Le mot apparaît aussi chez Voltaire :
« N'allez pas croire que Pomone et Vertumne vous sachent beaucoup de gré d’avoir sauté en leur honneur […] il n'y a d’autre Pomone ni d’autre Vertumne que la bêche et le hoyau du jardinier. »
— Voltaire, Dictionnaire philosophique. Superstition, IV.

Et même en -29 chez Virgile dans Les Géorgiques :
« Si avec le hoyau tu ne fais pas une guerre assidue aux mauvaises herbes, hélas ! tu en seras réduit à contempler le gros tas d’autrui »
— Virgile, 
Chateaubriand écrit : "j'aurais dû plutôt être frappé de l'indépendance et de la virilité de cette terre (la France) où les femmes maniaient le hoyau, tandis que les hommes maniaient le mousquet."  (Mémoires d'outre-tombe, Liv.XIII, chap. 3).

## Calendrier républicain
Le nom du hoyau fut attribué au 20e jour du mois de frimaire du calendrier républicain ou révolutionnaire français, généralement chaque 10 décembre du grégorien.